# Kormoran nakrapiany
Kormoran nakrapiany (Phalacrocorax punctatus) – gatunek dużego ptaka z rodziny kormoranów (Phalacrocoracidae). Występuje na wybrzeżach Nowej Zelandii.
SystematykaGatunek ten po raz pierwszy zgodnie z zasadami nazewnictwa binominalnego opisał w 1786 roku Anders Sparrman pod nazwą Pelicanus punctatus. Autor jako miejsce typowe wskazał Zatokę Królowej Charlotty na Wyspie Południowej. Obecnie gatunek zaliczany jest do rodzaju Phalacrocorax. Wyróżnia się dwa podgatunki.

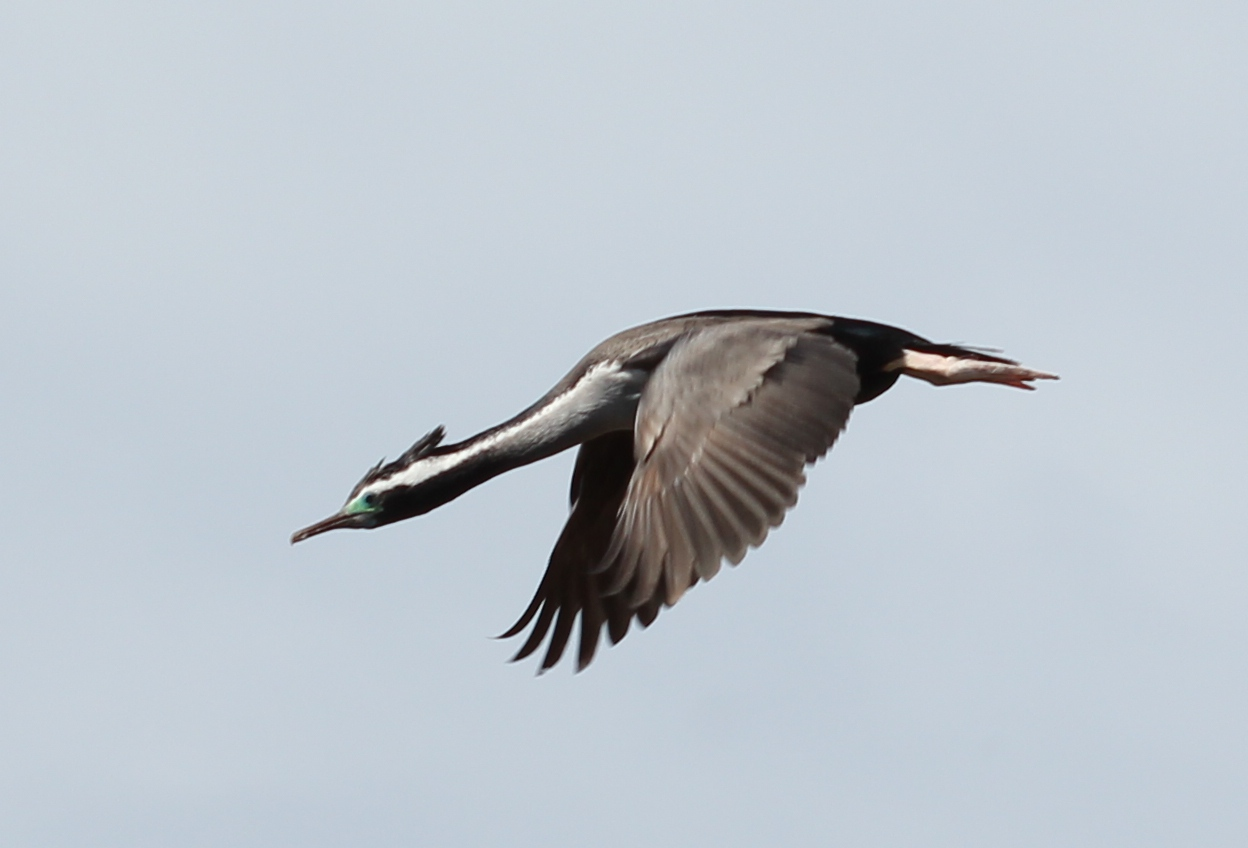
Kormoran nakrapiany w locie

MorfologiaCharakteryzuje się płaską głową i długim dziobem o ubarwieniu żółtym; grzbiet umaszczenia brązowego, nogi czerwone. Długość ciała wynosi od 60 do 74 cm, masa 0,70–1,67 kg; rozpiętość skrzydeł 91–99 cm.
Zasięg występowaniaPoszczególne podgatunki zamieszkują:
- P. punctatus punctatus – wybrzeża Nowej Zelandii (Wyspa Północna, północna i wschodnia Wyspa Południowa).
- P. punctatus oliveri – zachodnie wybrzeża Wyspy Południowej oraz Wyspa Stewart.

PożywienieŻywi się rybami, skorupiakami i innymi bezkręgowcami, które łapie nurkując.
RozródLęgnie się w koloniach na skalistych wybrzeżach i przybrzeżnych wyspach. Gnieździ się na klifach, zajmując półki skalne lub szczeliny.
StatusW Czerwonej księdze gatunków zagrożonych IUCN kormoran nakrapiany jest klasyfikowany jako gatunek najmniejszej troski (LC – Least Concern). Trend liczebności nie jest znany.